# Fastnet Race

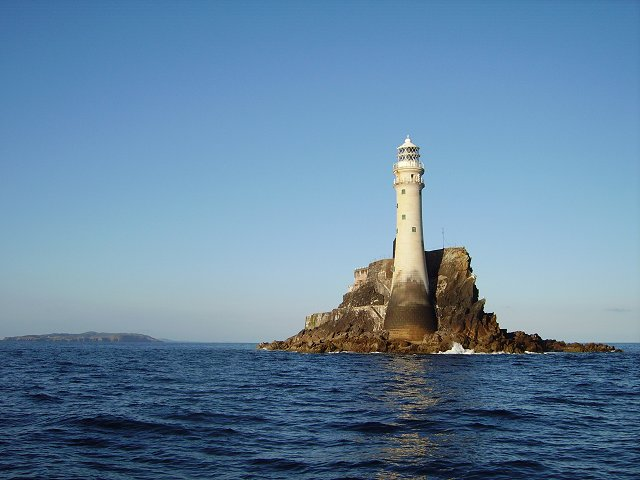
Wendemarke – Fastnet Rock

Das Fastnet Race ist eine berühmte Segelregatta für Yachten im Ärmelkanal und in der Keltischen See. Es wird in ungeraden Jahren am Ende der (alljährlichen) Cowes Week ausgetragen.

## Geschichte
Einer der Hauptpreise ist der Fastnet Challenge Cup. Von 1957 bis 1999 war das Fastnet-Rennen die Abschlussregatta des Admiral’s Cups. Seit 2001 trägt die Regatta den Namen Rolex Fastnet Race, weil seither Rolex Hauptsponsor des Rennens ist. Das Rennen wird vom Royal Ocean Racing Club (RORC) und der Royal Yacht Squadron ausgerichtet.
Die Regatta über 608 Seemeilen startet im Solent vor Cowes, rundet Land’s End und umrundet den Fastnet Rock vor der Südwestküste Irlands. Sie rundet auf dem Rückweg die Scilly-Inseln und endete ursprünglich in Plymouth; seit 2021 endet die Regatta im französischen Cherbourg. Das Rennen geht über mehrere Tage und ist für Flauten und extreme Wetterlagen berüchtigt. Viele Boote erlitten Havarien.

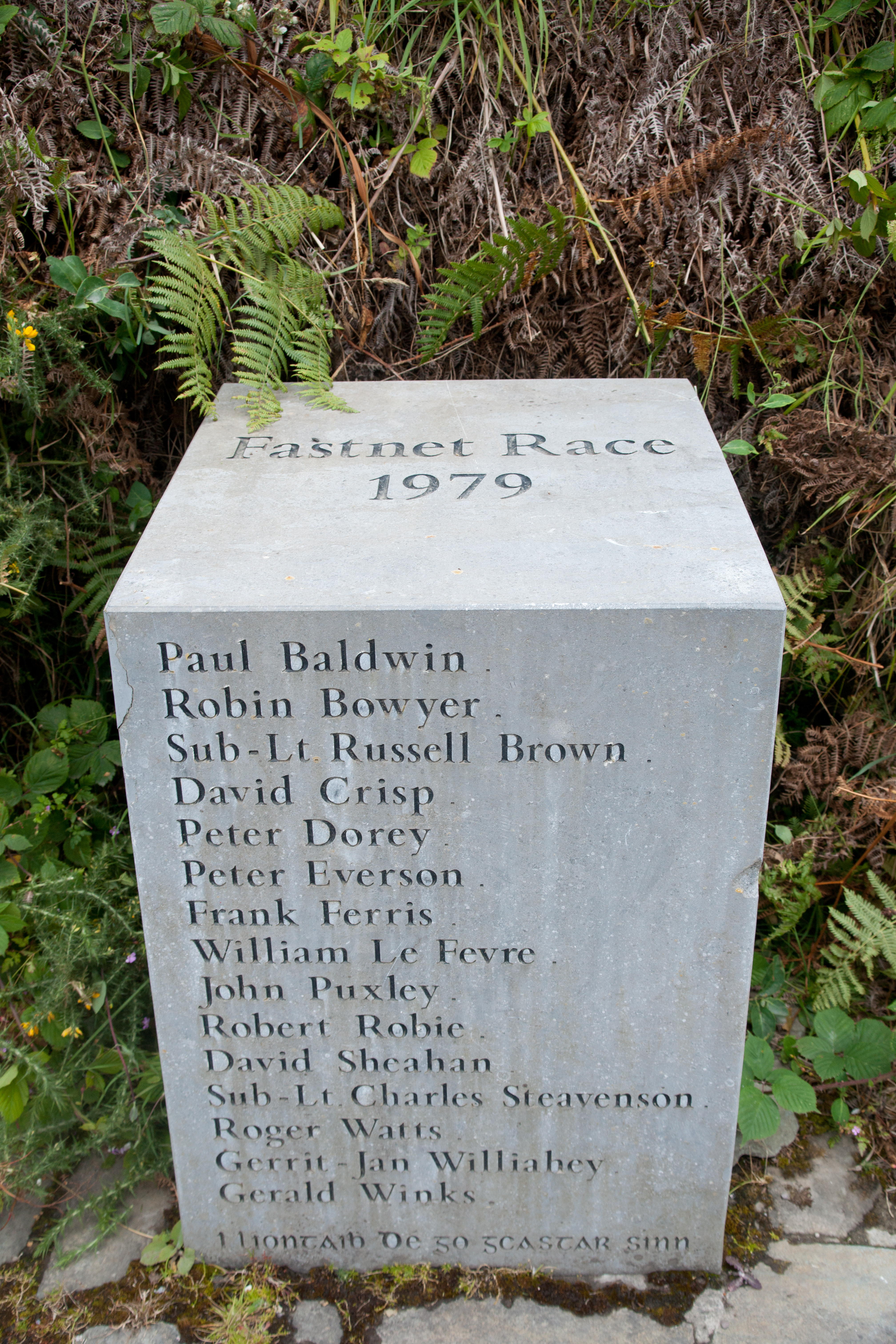
Gedenkstein für die Opfer des Fastnet Race 1979

Im Jahr 1979 endete das Fastnet-Rennen tragisch, als das Regattafeld in einen sehr spät vorhergesagten Orkan geriet. Im Bereich der Labadie-Sandbank kenterten viele Boote. 15 Regattateilnehmer und vier weitere Segler ertranken. Mindestens 75 Yachten kenterten. In der Folge wurden die Sicherheitsregeln verschärft und die Teilnehmerzahl beschränkt. Insbesondere wurde den Schiffsführern mit Nachdruck empfohlen, nur dann eine Rettungsinsel zu besteigen, wenn das Schiff bereits eindeutig sinkt oder unlöschbar brennt; denn von den 24 während des Rennens 1979 aufgegebenen Yachten sanken tatsächlich nur fünf, während Mannschaften in den Rettungsinseln ertranken. Dadurch zeigte sich, dass selbst eine schwer beschädigte Yacht in den meisten Fällen sicherer ist als eine Rettungsinsel. Das Fastnet-Rennen von 1979 gilt als größte Katastrophe des Yachtsports.
1999 war das Fastnet Race zum letzten Mal Abschlussregatta des Rennens um den Admiral’s Cups, das in der Folge mehrfach abgesagt wurde.
Der Start des Rennens 2007 wurde auf Grund der Wetterlage um 25 Stunden verschoben. Es war die erste Startverschiebung in der Geschichte des Rennens. Sturmböen und schwerer Seegang führten zu zahlreichen Schäden und zur Aufgabe des Rennens bei 207 der 271 gestarteten Schiffe. Mike Slades Icap Leopard 3 (Baujahr 2007) stellte unter diesen Bedingungen mit 44 Stunden und 18 Minuten einen neuen Streckenrekord auf. Berechneter Sieger wurde Ger O’Rourke mit Chieftain.

## Liste der Sieger

### Sieger nach berechneter Zeit
| Jahr | Yacht                | Flagge                 | Eigner                            | Konstrukteur                 |
| ---- | -------------------- | ---------------------- | --------------------------------- | ---------------------------- |
| 1925 | Jolie Brise          | Vereinigtes Königreich | Lt Cdr E. G. Martin               | Alexandre Pâris              |
| 1926 | Ilex                 | Vereinigtes Königreich | Royal Engineers                   | Charles E. Nicholson         |
| 1927 | Tally Ho             | Vereinigtes Königreich | Lord Stalbridge                   | Albert Strange               |
| 1928 | Niña                 | Vereinigte Staaten     | Paul Hammond                      | Starling Burgess             |
| 1929 | Jolie Brise          | Vereinigtes Königreich | Bobby Somerset                    | Alexandre Pâris              |
| 1930 | Jolie Brise          | Vereinigtes Königreich | Bobby Somerset                    | Alexandre Pâris              |
| 1931 | Dorade               | Vereinigte Staaten     | Olin Stephens                     | Sparkman & Stephens          |
| 1933 | Dorade               | Vereinigte Staaten     | Olin Stephens                     | Sparkman & Stephens          |
| 1935 | Stormy Weather       | Vereinigte Staaten     | Olin Stephens                     | Sparkman & Stephens          |
| 1937 | Zeearend             | Niederlande            | Kees Bruynzeel                    | Sparkman & Stephens          |
| 1939 | Bloodhound           | Vereinigtes Königreich | Ike Bell                          | Camper & Nicholsons          |
| 1947 | Myth of Malham       | Vereinigtes Königreich | Capt. J.H.Illingworth             | John Laurent Giles           |
| 1949 | Myth of Malham       | Vereinigtes Königreich | Capt. J.H.Illingworth             | John Laurent Giles           |
| 1951 | Yeoman               | Vereinigtes Königreich | Owen Aisher                       | Camper & Nicholsons          |
| 1953 | Favona               | Vereinigtes Königreich | Sir Michael Newton                | Robert Clark                 |
| 1955 | Carina               | Vereinigte Staaten     | Dick Nye                          | Philip Rhodes                |
| 1957 | Carina               | Vereinigte Staaten     | Dick Nye                          | Philip Rhodes                |
| 1959 | Anitra               | Schweden               | Sven Hansen                       | Sparkman & Stephens          |
| 1961 | Zwerver II           | Niederlande            | Otto van der Vorm                 | Sparkman & Stephens          |
| 1963 | Clarion of Wight     | Vereinigtes Königreich | Derek Boyer DFC                   | Sparkman & Stephens          |
| 1965 | Rabbit               | Vereinigte Staaten     | Dick Carter                       | Dick Carter                  |
| 1967 | Pen Duick III        | Frankreich             | Éric Tabarly                      | Éric Tabarly                 |
| 1969 | Red Rooster          | Vereinigte Staaten     | Dick Carter                       | Dick Carter                  |
| 1971 | Ragamuffin           | Australien             | Syd Fischer                       | Sparkman & Stephens          |
| 1973 | Saga                 | Brasilien              | Erling Lorentzen                  | Sparkman & Stephens          |
| 1975 | Golden Delicious     | Vereinigtes Königreich | Richard & Harvey Bagnall          | Ron Holland                  |
| 1977 | Imp                  | Vereinigte Staaten     | David Allen                       | Ron Holland                  |
| 1979 | Tenacious            | Vereinigte Staaten     | Ted Turner                        | Sparkman & Stephens          |
| 1981 | Mordicus             | Frankreich             | Taylor and Volterys               | Mauric/Gaubert               |
| 1983 | Shamrock             | Niederlande            | Maller & Snoeren                  | Hellevoetsluis               |
| 1985 | Panda                | Vereinigtes Königreich | Peter Whipp                       | Philippe Briand              |
| 1987 | Juno III             | Vereinigtes Königreich | M. Peacock                        | Rob Humphries                |
| 1989 | Great News           | Vereinigte Staaten     | John Calvert-Jones/Tom Blackaller | Bruce Farr                   |
| 1991 | Min-O-Din            | Vereinigtes Königreich | John Humphries/Matt Humphries     | David Thomas                 |
| 1995 | Nicorette            | Schweden               | Ludde Ingvall                     | Ribadeau-Dumas/Simonis Voogd |
| 1997 | Royal Blue           | Schweden               | Gunnar Ekdahl                     | Ribadeau-Dumas/Simonis Voogd |
| 1999 | Whirlpool-Europe 2   | Frankreich             | Catherine Chabaud                 | Marc Lombard                 |
| 2001 | Tonnerre de Breskens | Niederlande            | Piet Vroon                        | Lutra Design Group           |
| 2003 | Nokia                | Vereinigtes Königreich | Charles Dunstone                  | Reichel/Pugh                 |
| 2005 | Iromiguy             | Frankreich             | Jean-Yves Chateau                 | Ron Holland                  |
| 2007 | Chieftain            | Irland                 | Ger O’Rourke                      | Bruce Farr                   |
| 2009 | Rán 2                | Vereinigtes Königreich | Niklas Zennström                  | Friedrich Judel Rolf Vrolijk |
| 2011 | Rán 2                | Vereinigtes Königreich | Niklas Zennström                  | Judel/Vrolijk                |
| 2013 | Night and Day        | Frankreich             | Pascal Loison                     | Jacques Valer                |
| 2015 | Courrier Du Leon     | Frankreich             | Géry Trentesaux                   | Jacques Valer                |
| 2017 | Lann Ael 2           | Frankreich             | Didier Gaudoux                    | Joubert-Nivelt               |
| 2019 | Wizard               | Vereinigte Staaten     | David and Peter Askew             |                              |
| 2021 | Sunrise              | Vereinigtes Königreich | Tom Kneen                         |                              |
| 2023 | Caro                 | Schweiz                | Maximilian Klink                  | Botin Partners               |

### First Ship Home
Mit First Ship Home wird diejenige Regattayacht bezeichnet, die als erste Yacht die Ziellinie überquert (engl.: line honours winner).
| Jahr | Yacht                     | Flagge                 | Eigner                            | Konstrukteur                 | gesegelte Zeit  |
| ---- | ------------------------- | ---------------------- | --------------------------------- | ---------------------------- | --------------- |
| 1925 | Jolie Brise               | Vereinigtes Königreich | Lt Cdr E. G. Martin               | Alexandre Pâris              | 6d 3h           |
| 1926 | Halloween                 | Vereinigtes Königreich | Col J. F. N. Baxendale            | William Fife III.            | 3d 19h 5m       |
| 1927 | La Goleta                 | Vereinigte Staaten     | R. St. L. Beverley                | Alden                        |                 |
| 1928 | Niña                      | Vereinigte Staaten     | Paul Hammond                      | Starling Burgess             |                 |
| 1929 | Jolie Brise               | Vereinigtes Königreich | Bobby Somerset                    | Alexandre Pâris              |                 |
| 1930 | Jolie Brise               | Vereinigtes Königreich | Bobby Somerset                    | Alexandre Pâris              |                 |
| 1931 | Patience                  | Vereinigtes Königreich | H. E. West                        | Charles Nicholson            |                 |
| 1935 | Kismet III                | Vereinigtes Königreich |                                   | William Fife III.            |                 |
| 1937 | Bloodhound                | Vereinigtes Königreich | Isaac Bell                        | Charles Nicholson            |                 |
| 1939 | Nordwind                  | Deutsches Reich        | Kriegsmarine                      | Henry Gruber                 |                 |
| 1947 | Latifa                    | Vereinigtes Königreich | Michael Mason                     | William Fife III.            |                 |
| 1949 | Latifa                    | Vereinigtes Königreich | Michael Mason                     | William Fife III.            |                 |
| 1953 | Bloodhound                | Vereinigtes Königreich | Isaac Bell                        | Charles Nicholson            |                 |
| 1955 | Mare Nostrum              | Spanien                |                                   | Sparkman & Stephens          |                 |
| 1979 | Condor of Bermuda         | Bermuda                | Bob Bell                          | John Sharp                   | 2d 23h 25m      |
| 1981 | Condor                    | Bermuda                | Bob Bell                          | Ron Holland                  |                 |
| 1983 | Condor                    | Bermuda                | Bob Bell                          | Ron Holland                  |                 |
| 1985 | Nirvana                   | Vereinigte Staaten     | Marvin Green                      | Dave Pedrick                 | 2d 12h 34m      |
| 1989 | Steinlager II             | Neuseeland             | Peter Blake                       | Bruce Farr                   |                 |
| 1995 | Nicorette                 | Schweden               | Ludde Ingvall                     | Ribadeau-Dumas/Simonis Voogd |                 |
| 1999 | RF Yachting               | Neuseeland             | Ross Field                        | Bruce Farr                   | 2d 5h 8m        |
| 2001 | Stealth                   | Italien                | Gianni Agnelli                    | Frers                        | 2d 10h 58m      |
| 2003 | Alfa Romeo I              | Neuseeland             | Neville Chrichton                 | Reichel/Pugh                 | 2d 9h 2m 0s     |
| 2005 | Maximus                   | Neuseeland             | EBS Yachting                      | Greg Elliott                 | 2d 20h 2m 7s    |
| 2007 | ICAP Leopard              | Vereinigtes Königreich | Mike Slade                        | Bruce Farr                   | 1d 20h 18m 53s  |
| 2009 | ICAP Leopard              | Vereinigtes Königreich | Mike Slade                        | Bruce Farr                   | 2d 11h 9min 36s |
| 2011 | Banque Populaire V        | Frankreich             | Loick Peyron                      | VPLP                         | 1d 8h 48m 46s   |
| 2013 | Spindrift 2               | Frankreich             | Yann Guichard und Dona Bertarelli | VPLP                         | 1d 14h 53m 58s  |
| 2015 | Spindrift 2               | Frankreich             | Yann Guichard und Dona Bertarelli | VPLP                         | 2d 10h 57m 41s  |
| 2017 | Concise 10                | Vereinigtes Königreich | Tony Lawson                       | VPLP                         | 1d 18h 55m 00s  |
| 2019 | Gitana 17                 | Frankreich             | Cyril Dardashti                   | Guillaume Verdier            | 1d 04h 02m 26s  |
| 2021 | Maxi Edmond de Rothschild | Frankreich             |                                   | Guillaume Verdier            | 1d 9h 15m 54s   |